# 第25回クリティクス・チョイス・アワード
第25回クリティクス・チョイス・アワードは、クリティクス・チョイス・アソシエーションによって2019年の映画を対象に贈られる賞で、2019年12月8日にノミネートが発表された。授賞式は2020年1月12日にサンタモニカ空港内のバーカー・ハンガーで行われ、その模様はCWテレビジョンネットワークで放送された。

## 受賞とノミネート
| 作品賞 - 『ワンス・アポン・ア・タイム・イン・ハリウッド』 - 『1917 命をかけた伝令』 - 『フォードvsフェラーリ』 - 『アイリッシュマン』 - 『ジョジョ・ラビット』 - 『ジョーカー』 - 『ストーリー・オブ・マイライフ/わたしの若草物語』 - 『マリッジ・ストーリー』 - 『パラサイト 半地下の家族』 - 『アンカット・ダイヤモンド』                                                                    | 監督賞 - サム・メンデス – 『1917 命をかけた伝令』 - ポン・ジュノ – 『パラサイト 半地下の家族』 - ノア・バームバック – 『マリッジ・ストーリー』 - グレタ・ガーウィグ – 『ストーリー・オブ・マイライフ/わたしの若草物語』 - ジョシュア・サフディ、ベニー・サフディ – 『アンカット・ダイヤモンド』 - マーティン・スコセッシ – 『アイリッシュマン』 - クエンティン・タランティーノ – 『ワンス・アポン・ア・タイム・イン・ハリウッド』                                                             |
| 主演男優賞 - ホアキン・フェニックス – 『ジョーカー』 - アントニオ・バンデラス – 『ペイン・アンド・グローリー』 - ロバート・デ・ニーロ – 『アイリッシュマン』 - レオナルド・ディカプリオ – 『ワンス・アポン・ア・タイム・イン・ハリウッド』 - アダム・ドライヴァー – 『マリッジ・ストーリー』 - エディ・マーフィ – 『ルディ・レイ・ムーア』 - アダム・サンドラー – 『アンカット・ダイヤモンド』 | 主演女優賞 - レネー・ゼルウィガー – 『ジュディ 虹の彼方に』 - オークワフィナ – 『フェアウェル』 - シンシア・エリヴォ – 『ハリエット』 - スカーレット・ヨハンソン – 『マリッジ・ストーリー』 - ルピタ・ニョンゴ – 『アス』 - シアーシャ・ローナン – 『ストーリー・オブ・マイライフ/わたしの若草物語』 - シャーリーズ・セロン – 『スキャンダル』 |
| 助演男優賞 - ブラッド・ピット - 『ワンス・アポン・ア・タイム・イン・ハリウッド』 - ウィレム・デフォー - 『ライトハウス』 - トム・ハンクス - 『幸せへのまわり道』 - アンソニー・ホプキンス - 『2人のローマ教皇』 - アル・パチーノ - 『アイリッシュマン』 - ジョー・ペシ - 『アイリッシュマン』                                                                                                  | 助演女優賞 - ローラ・ダーン - 『マリッジ・ストーリー』 - スカーレット・ヨハンソン - 『ジョジョ・ラビット』 - ジェニファー・ロペス - 『ハスラーズ』 - フローレンス・ピュー - 『ストーリー・オブ・マイライフ/わたしの若草物語』 - マーゴット・ロビー - 『スキャンダル』 - チャオ・シュウチェン - 『フェアウェル』 |
| 新人俳優賞 - ローマン・グリフィン・デイヴィス – 『ジョジョ・ラビット』 - ジュリア・バターズ – 『ワンス・アポン・ア・タイム・イン・ハリウッド』 - ノア・ジュープ – 『ハニーボーイ』 - トーマシン・マッケンジー - 『ジョジョ・ラビット』 - シャハディ・ライト・ジョセフ - 『アス』 - アーチー・イェーツ – 『ジョジョ・ラビット』                                                                 | アンサンブル演技賞 - 『アイリッシュマン』 - 『スキャンダル』 - 『ナイブズ・アウト/名探偵と刃の館の秘密』 - 『ストーリー・オブ・マイライフ/わたしの若草物語』 - 『マリッジ・ストーリー』 - 『ワンス・アポン・ア・タイム・イン・ハリウッド』 - 『パラサイト 半地下の家族』 |
| 脚本賞 - クエンティン・タランティーノ – 『ワンス・アポン・ア・タイム・イン・ハリウッド』 - ノア・バームバック – 『マリッジ・ストーリー』 - ライアン・ジョンソン – 『ナイブズ・アウト/名探偵と刃の館の秘密』 - ポン・ジュノ、ハン・ジンウォン – 『パラサイト 半地下の家族』 - ルル・ワン – 『フェアウェル』                                                                                     | 脚色賞 - グレタ・ガーウィグ – 『ストーリー・オブ・マイライフ/わたしの若草物語』 - ミカ・フィッツァーマン＝ブルー、ノア・ハープスター – 『幸せへのまわり道』 - アンソニー・マクカーテン – 『2人のローマ教皇』 - トッド・フィリップス、スコット・シルヴァー – 『ジョーカー』 - タイカ・ワイティティ – 『ジョジョ・ラビット』 - スティーヴン・ゼイリアン – 『アイリッシュマン』 |
| 撮影賞 - ロジャー・ディーキンス – 『1917 命をかけた伝令』 - ジェアリン・ブラシュケ – 『ライトハウス』 - フェドン・パパマイケル – 『フォードvsフェラーリ』 - ロドリゴ・プリエト – 『アイリッシュマン』 - ロバート・リチャードソン – 『ワンス・アポン・ア・タイム・イン・ハリウッド』 - ローレンス・シャー – 『ジョーカー』                                                                      | 美術賞 - バーバラ・リング、ナンシー・ヘイ – 『ワンス・アポン・ア・タイム・イン・ハリウッド』 - マーク・フリードバーグ、クリス・モーラン – 『ジョーカー』 - デニス・ガスナー、リー・サンデルズ – 『1917 命をかけた伝令』 - ジェス・ゴンコール、クレア・カウフマン – 『ストーリー・オブ・マイライフ/わたしの若草物語』 - イ・ハジュン – 『パラサイト 半地下の家族』 - ボブ・ショウ、レジーナ・グレイヴス – 『アイリッシュマン』 - ドナル・ウッズ、ジーナ・クロムウェル - 『ダウントン・アビー』 |
| 編集賞 - リー・スミス – 『1917 命をかけた伝令』 - ロナルド・ブロンステイン、ベニー・サフディ – 『アンカット・ダイヤモンド』 - アンドリュー・バックランド、マイケル・マカスカー – 『フォードvsフェラーリ』 - ヤン・ジンモ – 『パラサイト 半地下の家族』 - フレッド・ラスキン – 『ワンス・アポン・ア・タイム・イン・ハリウッド』 - セルマ・スクーンメイカー – 『アイリッシュマン』               | 衣装デザイン賞 - ルース・E・カーター – 『ルディ・レイ・ムーア』 - ジュリアン・デイ – 『ロケットマン』 - ジャクリーヌ・デュラン – 『ストーリー・オブ・マイライフ/わたしの若草物語』 - アリアンヌ・フィリップス – 『ワンス・アポン・ア・タイム・イン・ハリウッド』 - サンディ・パウエル、クリストファー・ピーターソン – 『アイリッシュマン』 - アナ・ロビンス – 『ダウントン・アビー』 |
| メイクアップ&ヘア賞 - 『スキャンダル』 - 『ルディ・レイ・ムーア』 - 『アイリッシュマン』 - 『ジョーカー』 - 『ジュディ 虹の彼方に』 - 『ワンス・アポン・ア・タイム・イン・ハリウッド』 - 『ロケットマン』 | 視覚効果賞 - 『アベンジャーズ/エンドゲーム』 - 『1917 命をかけた伝令』 - 『アド・アストラ』 - 『イントゥ・ザ・スカイ 気球で未来を変えたふたり』 - 『フォードvsフェラーリ』 - 『アイリッシュマン』 - 『ライオン・キング』 |
| アニメ映画賞 - 『トイ・ストーリー4』 - 『スノーベイビー』 - 『アナと雪の女王2』 - 『ヒックとドラゴン 聖地への冒険』 - 『失くした体』 - 『ミッシング・リンク 英国紳士と秘密の相棒』 | アクション映画賞 - 『アベンジャーズ/エンドゲーム』 - 『1917 命をかけた伝令』 - 『フォードvsフェラーリ』 - 『ジョン・ウィック:パラベラム』 - 『スパイダーマン:ファー・フロム・ホーム』 |
| SF/ホラー映画賞 - 『アス』 - 『アド・アストラ』 - 『アベンジャーズ/エンドゲーム』 - 『ミッドサマー』 | コメディ映画賞 - 『ルディ・レイ・ムーア』 - 『ブックスマート 卒業前夜のパーティーデビュー』 - 『フェアウェル』 - 『ジョジョ・ラビット』 - 『ナイブズ・アウト/名探偵と刃の館の秘密』 |
| 作曲賞 - ヒドゥル・グドナドッティル – 『ジョーカー』 - マイケル・アベルズ - 『アス』 - アレクサンドル・デスプラ – 『ストーリー・オブ・マイライフ/わたしの若草物語』 - ランディ・ニューマン – 『マリッジ・ストーリー』 - トーマス・ニューマン - 『1917 命をかけた伝令』 - ロビー・ロバートソン - 『アイリッシュマン』                                                                           | 歌曲賞 - 「Glasgow (No Place Like Home)」 - 『ワイルド・ローズ』 - 「(I’m Gonna) Love Me Again」 - 『ロケットマン』 - 「I’m Standing With You」 - 『ブレイクスルー 奇跡の生還』 - 「イントゥ・ジ・アンノウン」 – 『アナと雪の女王2』 - 「スピーチレス～心の声」 – 『アラジン』 - 「スピリット」 – 『ライオン・キング』 - 「Stand Up」 – 『ハリエット』 |
| 外国語映画賞 - 『パラサイト 半地下の家族』 - 『アトランティックス』 - 『レ・ミゼラブル』 - 『ペイン・アンド・グローリー』 - 『燃ゆる女の肖像』 | |

## 複数の部門での受賞・ノミネート

### 受賞
| 受賞数 | 映画                                             |
| ------ | ------------------------------------------------ |
| 4      | 『ワンス・アポン・ア・タイム・イン・ハリウッド』 |
| 3      | 『1917 命をかけた伝令』                          |
| 2      | 『アベンジャーズ/エンドゲーム』                  |
| 2      | 『ルディ・レイ・ムーア』                         |
| 2      | 『ジョーカー』                                   |
| 2      | 『パラサイト 半地下の家族』                      |

### ノミネート
| ノミネート数 | 映画                                              |
| ------------ | ------------------------------------------------- |
| 14           | 『アイリッシュマン』                              |
| 12           | 『ワンス・アポン・ア・タイム・イン・ハリウッド』  |
| 9            | 『ストーリー・オブ・マイライフ/わたしの若草物語』 |
| 8            | 『マリッジ・ストーリー』                          |
| 8            | 『1917 命をかけた伝令』                           |
| 7            | 『ジョジョ・ラビット』                            |
| 7            | 『ジョーカー』                                    |
| 7            | 『パラサイト 半地下の家族』                       |
| 5            | 『フォードvsフェラーリ』                          |
| 4            | 『スキャンダル』                                  |
| 4            | 『ルディ・レイ・ムーア』                          |
| 4            | 『フェアウェル』                                  |
| 4            | 『アンカット・ダイヤモンド』                      |
| 4            | 『アス』                                          |
| 3            | 『アベンジャーズ/エンドゲーム』                   |
| 3            | 『ナイブズ・アウト/名探偵と刃の館の秘密』         |
| 3            | 『ロケットマン』                                  |
| 2            | 『幸せへのまわり道』                              |
| 2            | 『アド・アストラ』                                |
| 2            | 『ダウントン・アビー』                            |
| 2            | 『アナと雪の女王2』                               |
| 2            | 『ハリエット』                                    |
| 2            | 『ジュディ 虹の彼方に』                           |
| 2            | 『ライトハウス』                                  |
| 2            | 『ライオン・キング』                              |
| 2            | 『ペイン・アンド・グローリー』                    |
| 2            | 『2人のローマ教皇』                               |